# 漱石の夏やすみ
『漱石の夏やすみ-房総紀行『木屑録』』は、中国文学者高島俊男の評論である。夏目漱石が23歳の時、漢文で書いた紀行文『木屑録』を日本語に訳し、支那語（現代中国語などと区別するために支那語と書かれる）の文章という観点や漢詩の規則という観点で批評を行った評論である。漱石の教養の土台や日本における「漢文」の成立過程と訓読の問題なども論じられる。2000年に朔北社から出版された。第52回読売文学賞随筆・紀行賞を受した。

## 書誌情報
- 『漱石の夏やすみ―房総紀行『木屑録』』[単行本]、高島 俊男 (著)、 朔北社 (2000/02) ISBN 4931284485
- 『漱石の夏やすみ―房総紀行『木屑録』』[ちくま文庫]、高島 俊男 (著) 、筑摩書房 (2007/06) ISBN 4480423435